# Kritiknetz – Zeitschrift für kritische Theorie der Gesellschaft
Das Kritiknetz – Zeitschrift für kritische Theorie der Gesellschaft ist eine Online-Publikation für gesellschaftswissenschaftliche Beiträge im Sinne einer kritischen Gesellschaftstheorie. Themenschwerpunkte liegen unter anderem in der Kritischen Theorie, im Antisemitismus, Islamismus und Rechtsextremismus sowie in der Hochschulpolitik.

## Inhalte und Ausrichtung
Das Kritiknetz versammelt Beiträge zu allen klassischen Teilgebieten der Kritischen Theorie der Gesellschaft. Es vereint theoretische und praktische Aufsätze (Teil I: Wissenschaftliche Erörterungen; Teil II: Politische Eingriffe) mit Rezensionen und Gastbeiträgen aus anderen Zeitschriften (z. B. auch mit Wiederabdrucken von Beiträgen aus der Zeitschrift für Sozialforschung). Das Kritiknetz versteht sich dabei als Fortführung der Kritischen Theorie der 1930er Jahre (Horkheimer, Adorno, Herbert Marcuse, Benjamin, Löwenthal u. a.) und damit als Gegengewicht sowohl gegen positivistisch agierende Sozialwissenschaft wie gegen einen Diskurs der Postmoderne, in dem der gesellschaftskritische Ansatz durch unspezifische Widersprüchlichkeit aufgelöst wird. In diesem mehrschichtigen Problemfeld sammelt das Kritiknetz Beiträge zu allen klassischen Teilgebieten der Kritischen Theorie.

### Teil 1: Wissenschaftliche Erörterungen
- Antisemitismus
- Ideologie- und Religionskritik
- Kritik der politischen Ökonomie
- Kritische Theorie
- Kultur, Literatur, Musik
- Faschismus, völkisches Denken, Neue Rechte
- Sozialarbeit und -politik
- Soziologie

### Teil 2: Politische Eingriffe
- Antizionismus und Antisemitismus
- Hochschul- und Bildungspolitik
- Nahostdebatte
- Neofaschismus und Rassismus
- Religionskritik
- Sozialarbeit und -politik

## Erscheinungsmodalitäten
Das Kritiknetz wird fortlaufend ergänzt, wobei jährlich etwa neue 50 Artikel erscheinen. Durchschnittlich viermal im Jahr werden die Abonnenten durch einen Newsletter über Neuerscheinungen benachrichtigt.

## Beirat
Herausgeber ist Heinz Gess, ein pensionierter Soziologieprofessor der Fachhochschule Bielefeld. 
Beiratsmitglieder (Stand: Januar 2023):
- Helmut Dahmer
- Martin Jay
- Norbert Rath
- Hendrik Wallat

## Autoren
Autoren, die im Kritiknetz schreiben, sind außer dem Herausgeber Wissenschaftler aus allen Sozial- und Kulturwissenschaften.
Autorenliste (Auswahl):
- Richard Albrecht
- Klaus-Jürgen Bruder
- Detlev Claussen
- Dirk Lehmann
- Gerhard Stapelfeldt
- Andreas Umland
- Michael Wolf
- Stefan Zenklusen

## Rezeption
Das Kritiknetz verfolgt das Ziel, sowohl wissenschaftliche, als auch öffentliche Debatten unter anderem zu Antisemitismus, Religion und Faschismus aus der Perspektive der Kritischen Theorie anzuregen. Seit der Gründung 2005 sind über 500 Artikel erschienen, die zusammen über eine Million Mal abgerufen wurden.

### Wissenschaftliche Rezeption

#### Berücksichtigung in wissenschaftlichen Sammlungen
Das Kritiknetz ist u. a. gelistet in folgenden wissenschaftlichen Sammlungen:
- DNB 1065473052 Deutsche Nationalbibliothek (Langzeitarchivierung gewährleistet)
- Elektronische Zeitschriftenbibliothek
- Wissenschaftszentrum Berlin für Sozialforschung (WZB)
- Universitätsbibliothek Leipzig
- Arbeitsgemeinschaft politische Psychologie
- Philosophisches Seminar der Universität Tübingen

#### Berücksichtigung in wissenschaftsnahen Sammlungen
Das Kritiknetz ist u. a. gelistet in folgenden wissenschaftsnahen, politischen Sammlungen:
- Elektronische Zeitschrift der Neuen Linken
- Hamburger Studienbibliothek
- Rote Ruhr Uni

### Öffentliche Rezeption
Die folgende Auflistung ist eine Auswahl an öffentlichen Debatten, die vom Kritiknetz ausgelöst wurden:
- Im Zuge der Umwandlung eines nicht mehr benötigten evangelischen Kirchenbaus in die Synagoge Beit Tikwa (Bielefeld) kam es zu einer Protestaktion von christlichen Gemeindemitgliedern, die 2007 das Gebäude besetzten. Das Kritiknetz erhob den Vorwurf eines antijudaistischen Ressentiments[4][5]

- In einem Artikel im Kritiknetz wurde 2008 auf die nationalsozialistische Vergangenheit des Hochschuldozenten Werner Haverbeck hingewiesen. Die Fachhochschule Bielefeld wurde in dem Artikel dafür kritisiert, dass Haverbeck in den 1970er Jahren trotz seiner Vergangenheit an der Fachhochschule lehren durfte. Der Vorwurf fand große Aufmerksamkeit in der überregionalen Presse und führte zusammen mit der Synagogen-Kontroverse zu einem erfolglosen Disziplinarverfahren der Fachhochschule Bielefeld gegen Gess als Herausgeber des Kritiknetzes.[6][7][8][9]

- Aufgrund eines islamkritischen Artikels im Kritiknetz von 2010, in dem in Bezug auf den Islam auf das Freudsche Konzept von Religion als „kollektiver Zwangsneurose“ verwiesen wurde, rief der Präsident der Islamischen Religionsgemeinschaft in Berlin, Abdurrahim Vural, in einer Pressemitteilung zu einer Bestrafung von Gess als Herausgebers des Kritiknetzes auf. Dieser stand daraufhin einige Zeit unter Polizeischutz.[10][11]